# Czersk (gromada w powiecie chojnickim)
Czersk – dawna gromada, czyli najmniejsza jednostka podziału terytorialnego Polskiej Rzeczypospolitej Ludowej w latach 1954–1972.
Gromady, z gromadzkimi radami narodowymi (GRN) jako organami władzy najniższego stopnia na wsi, funkcjonowały od reformy reorganizującej administrację wiejską przeprowadzonej jesienią 1954 do momentu ich zniesienia z dniem 1 stycznia 1973, tym samym wypierając organizację gminną w latach 1954–1972.
Gromadę Czersk z siedzibą GRN w mieście Czersku (nie wchodzącym w jej skład) utworzono 31 grudnia 1959 w powiecie chojnickim w woj. bydgoskim z obszarów zniesionych gromad Malachin, Gotelp (bez wsi Zawada) i Ostrowite (wzmocnionej tego samego dnia o wieś Łukowo) w tymże powiecie.
W 1961 roku gromada miała 23 członków gromadzkiej rady narodowej.
31 grudnia 1961 do gromady Czersk włączono obszar zniesionej gromady Krzyż w tymże powiecie.
1 stycznia 1969 do gromady Czersk włączono grunty rolne o powierzchni ogólnej 991,96 ha z miasta Czerska w tymże powiecie.
1 stycznia 1972 gromadę Czersk połączono z gromadą Łąg, tworząc z ich obszarów gromadę Czersk z siedzibą Gromadzkiej Rady Narodowej w Czersku w tymże powiecie (de facto gromadę Łąg zniesiono, włączając jej obszar do gromady Czersk).
Gromada przetrwała do końca 1972 roku, czyli do kolejnej reformy gminnej. 1 stycznia 1973 w powiecie chojnickim reaktywowano zniesioną w 1954 roku gminę Czersk.